# Giordano Berti
Giordano Berti (Bolonha, 27 de fevereiro de 1959) é um historiador italiano, fundador do Instituto Graf de Bolonha - uma associação empenhada no estudo das relações entre as artes e o folclore.[carece de fontes?]

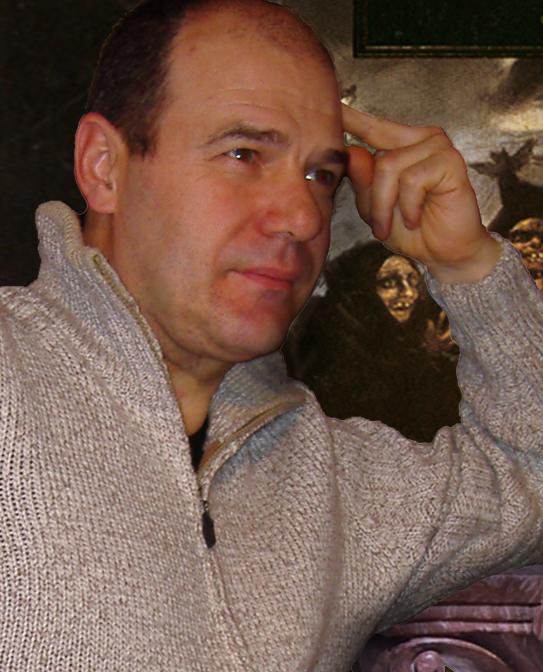
Giordano Berti

Historiador e professor de História da Arte, Giordano Berti é especialista em temas relacionados à história do ocultismo, sendo considerado em nível mundial como um dos melhores eruditos em história e esoterismo a respeito do Tarô e das artes divinatórias.
Sobre o tema do Tarô, publicou numerosas obras (catálogos, libros, encenações para novos baralhos) e organizou exposições históricas, as mais importantes das quais foram com Michael Dummett, Franco Cardini, Cecilia Gatto-Trocchi e Andrea Vitali: I Tarocchi. Gioco e magia alla Corte degli Estensi (Ferrara, Castello Estense, 1987), Tarocchi: arte e magia (Roma, Castel Sant'Angelo, 1985).
Pela revista italiana de grande prestígio ‘Charta’, Berti escreveu numerosos artigos sobre diversos temas relacionados à história e cultura das cartas: grandes bibliotecas, naipes antigos, temas simbólicos na arte da gravação. Pelas revistas ‘Terzo Occhio’ e ‘II Giornale dei Misteri’, Berti escreveu artigos sobre temas simbólicos e sobre alguns artistas relacionados com o esoterismo.
Em novembro 2014, Giordano Berti participou do evento Tarolog, em São Paulo, com a palestra  "As verdadeiras origens do Tarot. Uma Historia, muitas lendas".